# Géraldine Reuteler
Géraldine Reuteler (Nidwalden, 21 april 1999) is een voetbalspeelster uit Zwitserland. Ze speelt als Middenvelder voor Eintracht Frankfurt in de Bundesliga.
Reuteler begon haar carrière in 2008 bij FC Stans. Voordat ze overstapte naar de jeugdopleiding van FC Luzern in februari 2014.  
Vier maanden naar haar komst in Luzern werd Reuteler in de zomer van 2014 al gepromoveerd naar het eerste elftal en maakte ze haar debuut in de Super League in een 1-0 overwinning op FC Zürich pp 30 augustus dat jaar. Reuteler kwam in vier jaar tot 43 wedstrijden waarin ze 28 doelpunten maakte. Op 21 maart 2018 stapte ze over naar het Duitse 1. FFC Frankfurt. In juli 2020 werd 1. FFC Frankfurt onderdeel van Eintracht Frankfurt waardoor Reuteler voor deze club ging spelen. In het begin van 2022 verlengde Reuteler haar contract tot juni 2024.

## Statistieken[6]
| Seizoen    | Club                | Land        | Competitie   | Wedstrijden | Doelpunten |
| ---------- | ------------------- | ----------- | ------------ | ----------- | ---------- |
| 2014-2018  | FC Luzern           | Zwitserland | Super League | 43          | 28         |
| 2020-heden | Eintracht Frankfurt | Duitsland   | Bundesliga   | 57          | 14         |
| Totaal     | Totaal              | Totaal      | Totaal       | 100         | 42         |

Laatste update: 19 dec 2023

## Internationaal
Géraldine Reuteler werd in 2017 voor het eerst opgeroepen voor het Zwitserse nationale team waarvoor ze haat debuut maakte op 10 juni 2017 toen ze mocht invallen voor Martina Moser in de 60ste minuut tegen Engeland. Ze kwam voor Zwitserland uit op het WK 2017 in Nederland.
In het voorjaar van 2018 deed Reuteler met Zwitserland mee aan de Cyprus Cup.
Reuteler werd opnieuw opgenomen in de selectie van Zwitserland voor het EK 2022. Zwitserland werd op dit eindtoernooi uitgeschakeld in de groepsfase na een 1-4 nederlaag tegen Nederland. Reuteler wist in dit duel de Nederlandse keepster Daphne van Domselaar te passeren, maar Zwitserland verloor uiteindelijk door doelpunten van Romée Leuchter en Victoria Pelova met 1-4. Hierdoor was het uitgeschakeld.
In 2023 mocht Reuteler met Zwitserland aantreden op het WK 2023. Zwitserland wist de achtste finales te halen waarin Spanje met 1-5 te sterk was. Reuteler kwam alle wedstrijden van Zwitserland in actie op dit eindtoernooi.